# 佐藤四郎

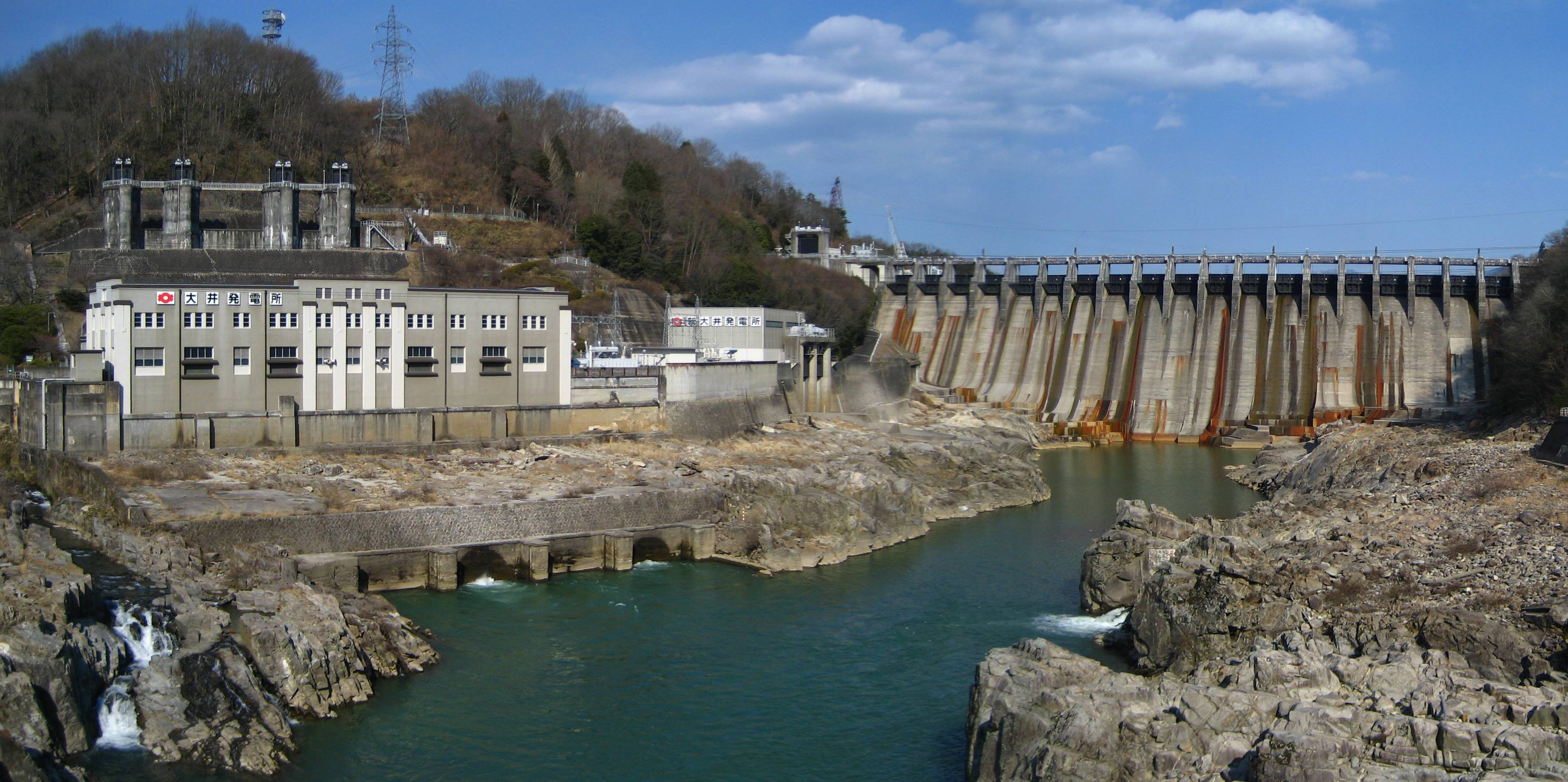
大井発電所と大井ダム

佐藤 四郎（さとう しろう、1883年〈明治16年〉 - 1974年〈昭和49年〉）は、日本の建築家。大同電力（関西電力などの前身）に入社し、長野県から岐阜県にかけて木曽川沿いに点在する、いくつかの水力発電所の建物設計を手がけた。

## 生涯
山形県米沢市に生まれる。1907年（明治40年）に東京帝国大学（現・東京大学）へ入学。在学中の罹患により、同級生である高松政雄、安井武雄、内藤多仲らに遅れて1913年（大正2年）に卒業。すぐ横浜市の山田七五郎のもとで開港記念会館の設計に携わる。1917年（大正6年）に工場建築を主とする野村建築事務所（大阪市）に入所。1921年（大正10年）、福澤桃介に招かれ大同電力に入社。同社は木曽川沿いに水力発電所の建設を進めており、その建物設計を任される。1929年（昭和4年）より同社の顧問に就任。1931年（昭和6年）、佐藤四郎建築事務所を開設。1974年（昭和49年）、死去。

## 作品
- 横浜市開港記念会館（1917年） - 神奈川県横浜市中区（原案は福田重義、設計は山田七五郎が中心）、重要文化財
- 桃山発電所（1923年） - 長野県木曽郡上松町
- 読書発電所（1923年） - 長野県木曽郡大桑村、重要文化財
- 大井発電所（1924年） - 岐阜県中津川市
- 落合発電所（1926年） - 岐阜県中津川市
- 笠置発電所（1936年） - 岐阜県恵那市
- 寝覚発電所（1938年） - 長野県木曽郡上松町
- 今渡発電所（1939年） - 岐阜県可児市

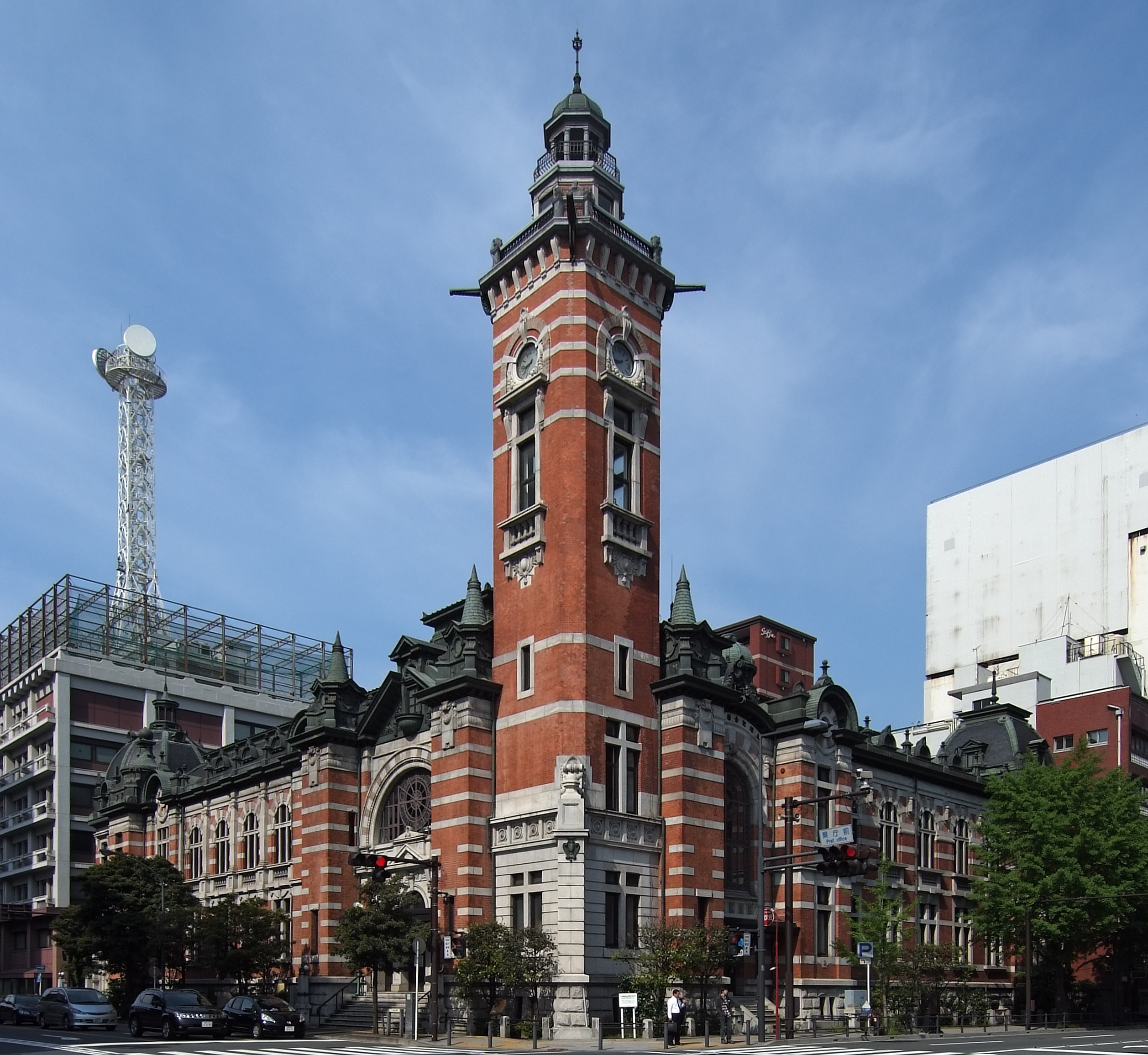
横浜市開港記念会館
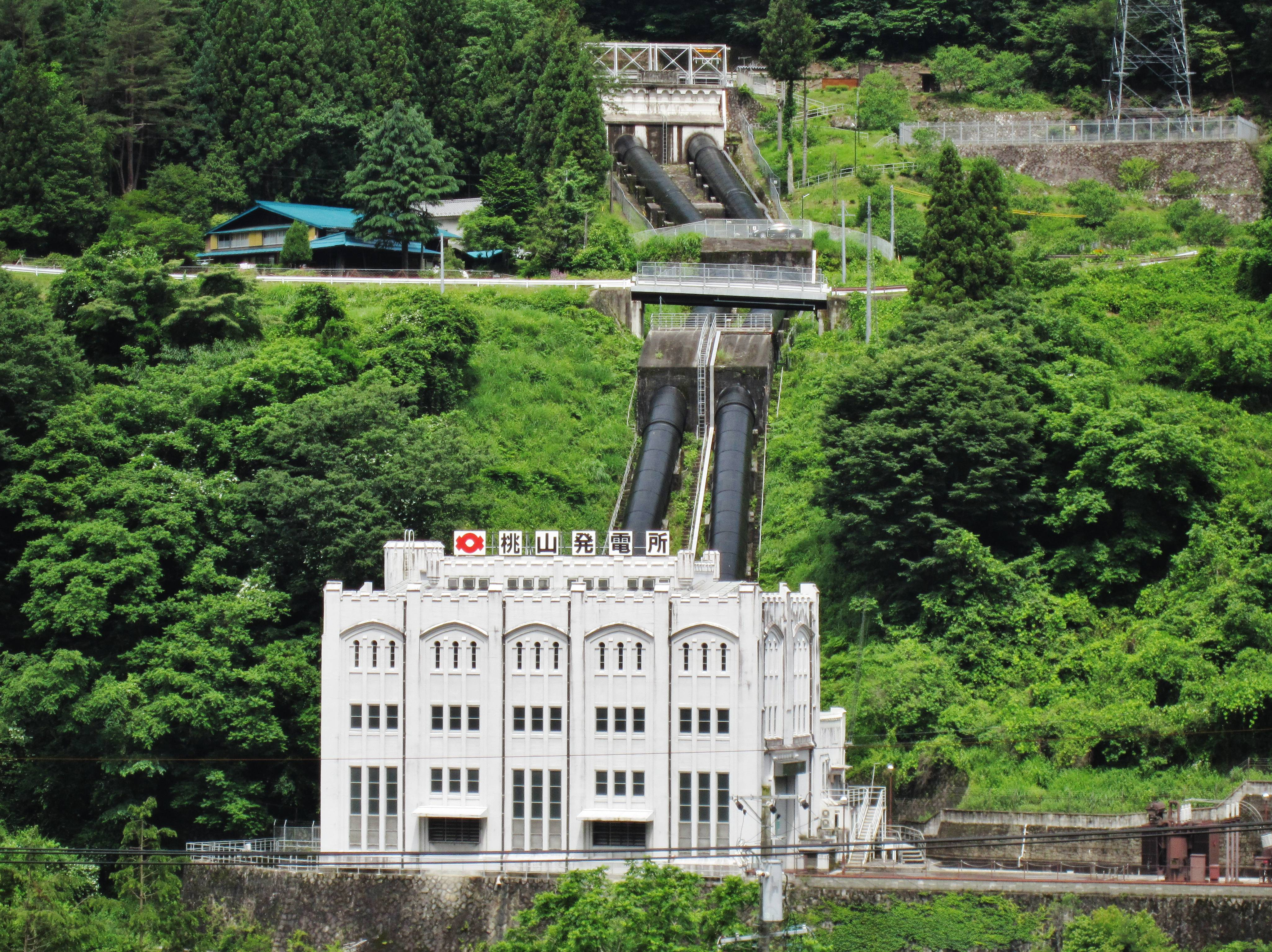
桃山発電所
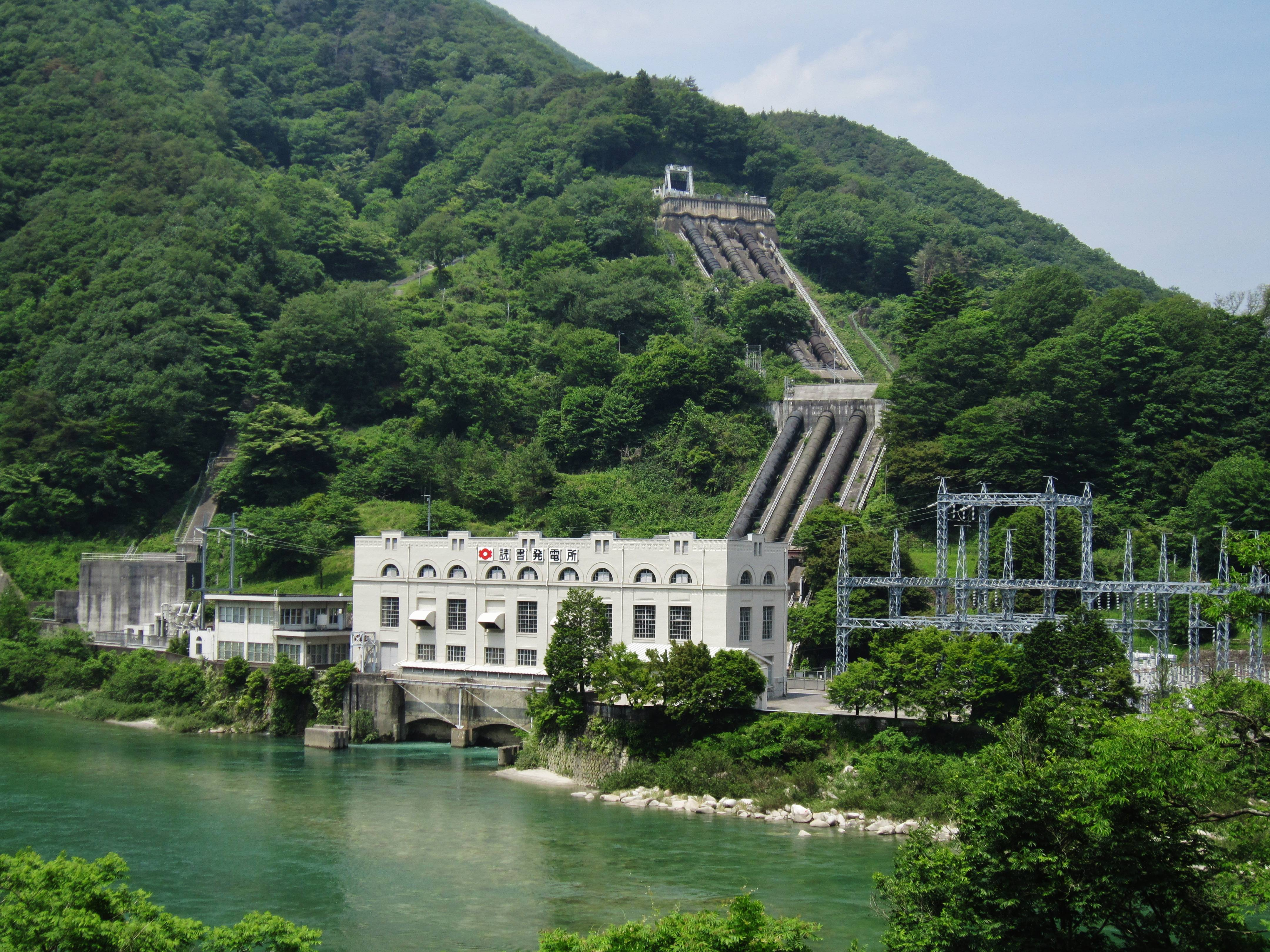
読書発電所
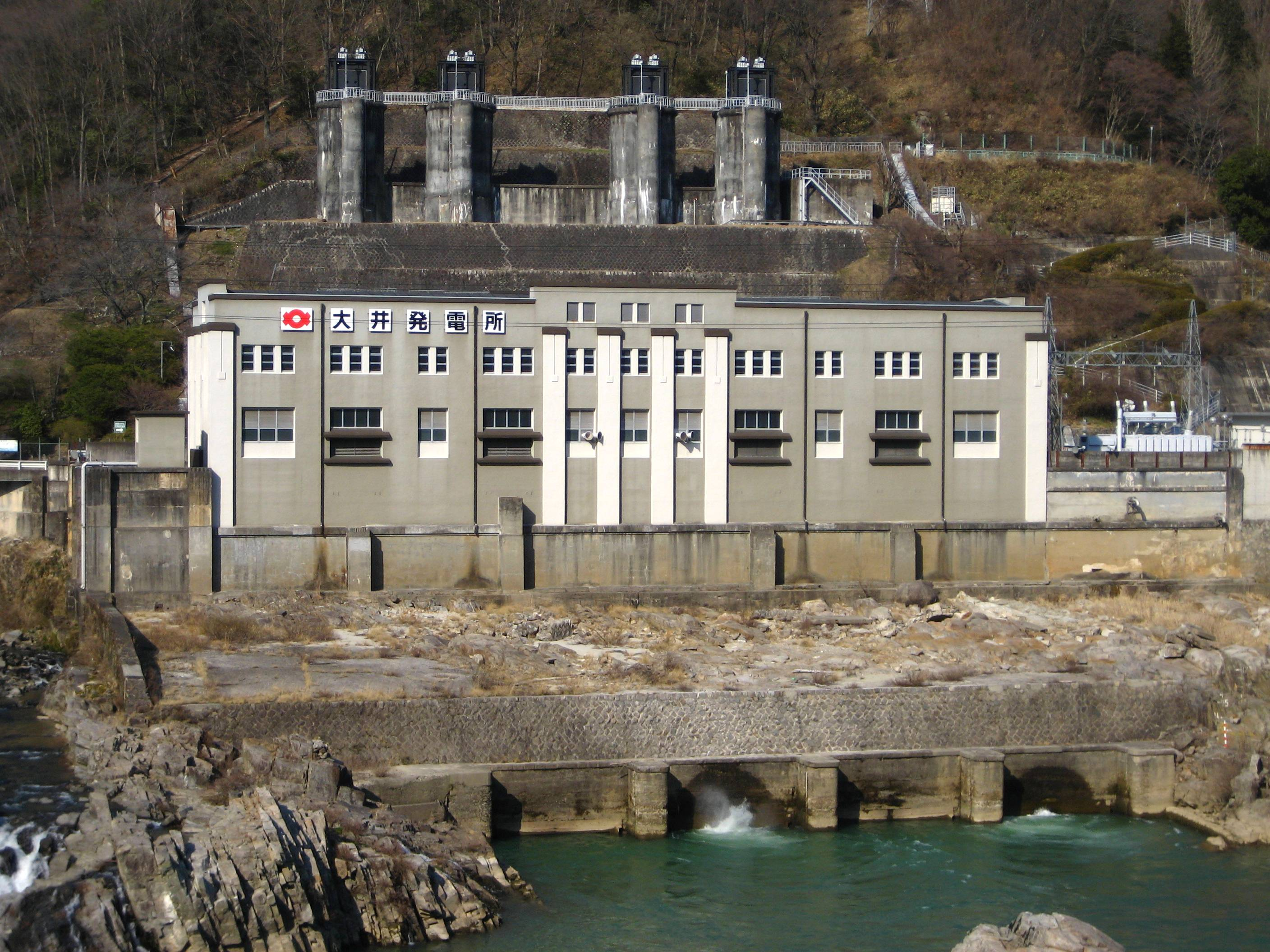
大井発電所
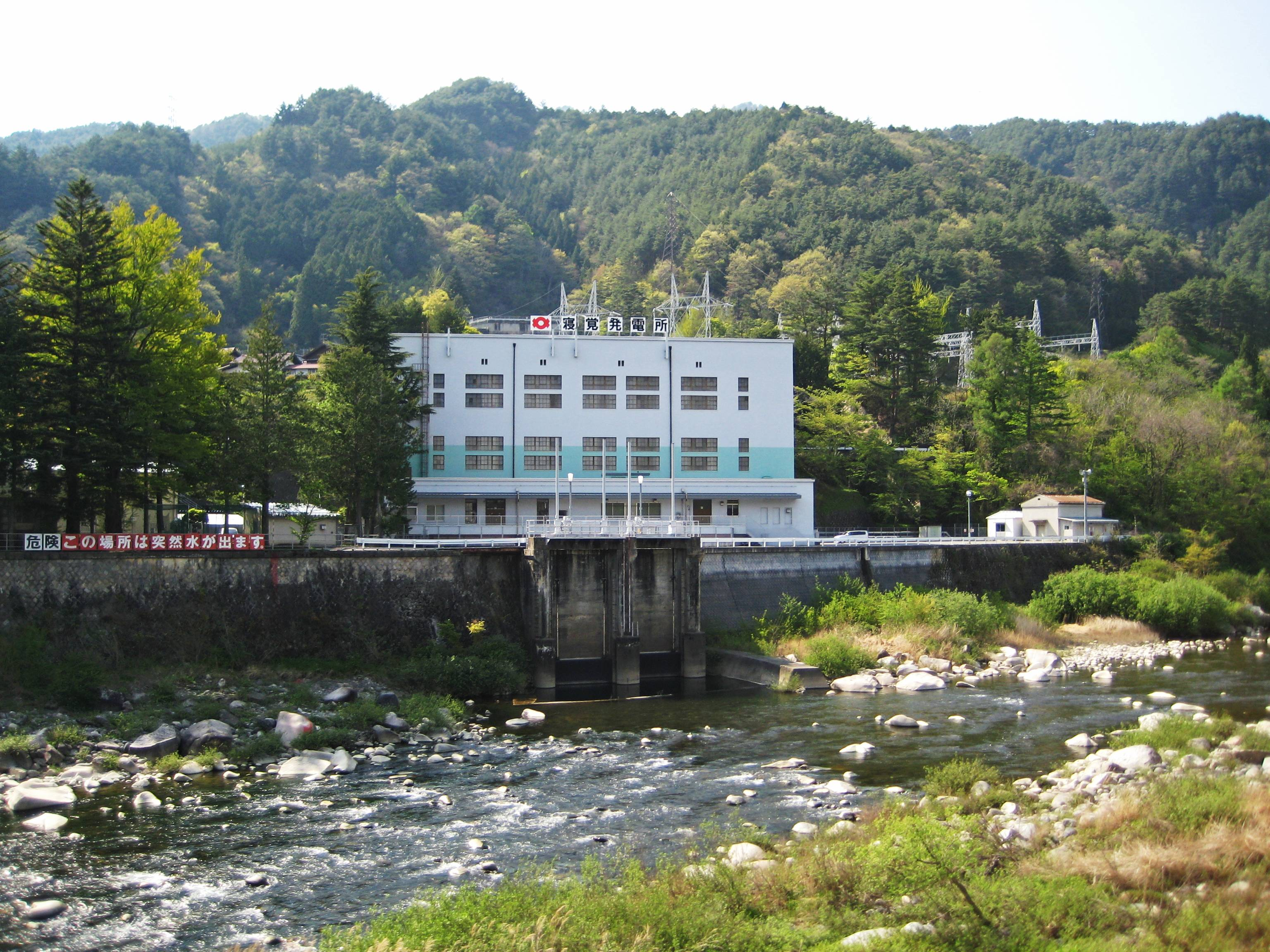
寝覚発電所

## 逸話
- 大学在学中、理性的で虚無的な人生観を抱く佐藤に対し、同級生の高松は哲学や宗教、特に愛の大切さについて説いた。ただし、佐藤がこれに納得したのは少し先のことである[1]。
- 桃山発電所は佐藤が大同電力に入社してから初めて本格的に設計に携わった物件であるとされている。福澤は当発電所の設計に当たり、美観を重んじるよう職員に再三指示を出していた。当時は日本各地で水力発電所の建設が進んでいたが、同時に自然の美観を損ねるといった批判も相次いだ。かつては外観を整えようと発電所の玄関に門柱を立てた技師に対し、無駄なことだと叱りつけたこともある福澤であったが、こうした批判を受けて考えを改め、建物の意匠や周辺の植栽など環境整備に力を入れるようになった。